# Trochosa glarea
Trochosa glarea este o specie de păianjeni din genul Trochosa, familia Lycosidae, descrisă de Mckay, 1979.
Este endemică în Queensland. Conform Catalogue of Life specia Trochosa glarea nu are subspecii cunoscute.